# Records de titres au tennis féminin
Depuis les débuts du tennis féminin, un grand nombre d'athlètes se sont distinguées dans leur discipline, établissant parfois des records spectaculaires. Cette page recense les records de victoires dans les tournois dits « majeurs » en simple dames, ainsi que les records de tournois remportés en carrière.
A l'opposé des messieurs, les tournois majeurs sont plus aisés à cataloguer, puisque les dames ne bénéficiaient pas, outre quelques rares tournées rémunérées, d'un circuit professionnel dédié avant les débuts de l'ère open en 1968, mais surtout avant la création du circuit WTA en 1973.  
Certaines compétitions furent reconnues comme étant prestigieuses, notamment le tournoi de Cannes dans les années 1920 à la suite du duel légendaire entre Lenglen et Wills, en réalité un tournoi organisé par l'Hôtel Carlton, mais ne sont pas considérés comme étant majeurs.  
De même, le caractère « majeur » d'une compétition telle que les World Hard Court Championships, qui furent organisés de 1912 à 1914, puis de 1920 à 1923, reste plus discutable : à l'initiative d'un promoteur fortuné, ce tournoi fut essentiellement lancé afin de créer un contrepoids sur terre battue aux championnats de Wimbledon, avant que le tournoi de Roland-Garros ne deviennent une véritable compétition internationale à partir de 1924.  
Les tournois les plus importants chez les dames regroupent donc les quatre levées du Grand Chelem, le Masters de fin d'année, la Coupe du Grand Chelem (équivalent du Masters), ainsi que la médaille d'or olympique. 

## Classement du plus grand nombre de titres majeurs remportés en simple dames

### Ere Open exclusivement

#### Serena Williams: 30 titres majeurs en simple
- 23 tournois du Grand Chelem, 5 Masters, 1 Coupe du Grand Chelem, 1 médaille d'or olympique 
  - Open d'Australie (amatrices et professionnelles acceptées) : 2003, 2005, 2007, 2009, 2010, 2015, 2017
  - Wimbledon (amatrices et professionnelles acceptées) : 2002, 2003, 2009, 2010, 2012, 2015, 2016
  - US Open (amatrices et professionnelles acceptées) : 1999, 2002, 2008, 2012, 2013, 2014
  - Roland-Garros (amatrices et professionnelles acceptées) : 2002, 2013, 2015
  - Masters (amatrices et professionnelles acceptées) : 2001, 2009, 2012, 2013, 2014
  - Coupe du Grand Chelem (amatrices et professionnelles acceptées) : 1999
  - Jeux olympiques (amatrices et professionnelles acceptées) : 2012

#### Steffi Graf: 28 titres majeurs en simple
- 22 tournois du Grand Chelem, 5 Masters, 1 médaille d'or olympique
  - Wimbledon (amatrices et professionnelles acceptées) : 1988, 1989, 1991, 1992, 1993, 1995, 1996
  - Roland-Garros (amatrices et professionnelles acceptées) : 1987, 1988, 1993, 1995, 1996, 1999
  - US Open (amatrices et professionnelles acceptées) : 1988, 1989, 1993, 1995, 1996
  - Open d'Australie (amatrices et professionnelles acceptées) : 1988, 1989, 1990, 1994
  - Masters (amatrices et professionnelles acceptées) : 1987, 1989, 1993, 1995, 1996
  - Jeux olympiques (amatrices et professionnelles acceptées) : 1988

#### Martina Navrátilová: 26 titres majeurs en simple
- 18 tournois du Grand Chelem et 8 Masters
  - Wimbledon (amatrices et professionnelles acceptées) : 1978, 1979, 1982, 1983, 1984, 1985, 1986, 1987, 1990
  - US Open (amatrices et professionnelles acceptées) : 1983, 1984, 1986, 1987
  - Open d'Australie (amatrices et professionnelles acceptées) : 1981, 1983, 1985
  - Roland-Garros (amatrices et professionnelles acceptées) : 1982, 1984
  - Masters (amatrices et professionnelles acceptées) : 1978, 1979, 1981, 1983, 1984, 1985, 1986 (mars), 1986 (novembre)

#### Chris Evert: 22 titres majeurs en simple
- 18 tournois du Grand Chelem et 4 Masters
  - Roland-Garros (amatrices et professionnelles acceptées) : 1974, 1975, 1979, 1980, 1983, 1985, 1986
  - US Open (amatrices et professionnelles acceptées) : 1975, 1976, 1977, 1978, 1980, 1982
  - Wimbledon (amatrices et professionnelles acceptées) : 1974, 1976, 1981
  - Open d'Australie (amatrices et professionnelles acceptées) : 1982, 1984
  - Masters (amatrices et professionnelles acceptées) : 1972, 1973, 1975, 1977

#### Monica Seles: 12 titres majeurs en simple
- 9 tournois du Grand Chelem et 3 Masters 
  - Open d'Australie (amatrices et professionnelles acceptées) : 1991, 1992, 1993, 1996
  - Roland-Garros (amatrices et professionnelles acceptées) : 1990, 1991, 1992
  - US Open (amatrices et professionnelles acceptées) : 1991, 1992
  - Masters (amatrices et professionnelles acceptées) : 1990, 1991, 1992

#### Justine Henin: 10 titres majeurs en simple
- 7 tournois du Grand Chelem, 2 Masters, 1 médaille d'or olympique
  - Roland-Garros (amatrices et professionnelles acceptées) : 2003, 2005, 2006, 2007
  - US Open (amatrices et professionnelles acceptées) : 2003, 2007
  - Open d'Australie (amatrices et professionnelles acceptées) : 2004
  - Masters (amatrices et professionnelles acceptées) : 2006, 2007
  - Jeux olympiques (amatrices et professionnelles acceptées) : 2004

#### Venus Williams: 10 titres majeurs en simple
- 7 tournois du Grand Chelem, 1 Masters, 1 Coupe du Grand Chelem et une médaille d'or olympique
  - Wimbledon (amatrices et professionnelles acceptées) : 2000, 2001, 2005, 2007, 2008
  - US Open (amatrices et professionnelles acceptées) : 2000, 2001
  - Masters (amatrices et professionnelles acceptées) : 2008
  - Coupe du Grand Chelem (amatrices et professionnelles acceptées) : 1998
  - Jeux olympiques (amatrices et professionnelles acceptées) : 2000

#### Evonne Goolagong: 9 titres majeurs en simple
- 7 tournois du Grand Chelem et 2 Masters
  - Open d'Australie (amatrices et professionnelles acceptées) : 1974, 1975, 1976, 1977
  - Wimbledon (amatrices et professionnelles acceptées) : 1971, 1980
  - Roland-Garros (amatrices et professionnelles acceptées) : 1971
  - Masters (amatrices et professionnelles acceptées) : 1974, 1976

### Avant et pendant l'ère Open

#### Margaret Smith Court: 24 titres majeurs en simple
- 24 tournois du Grand Chelem

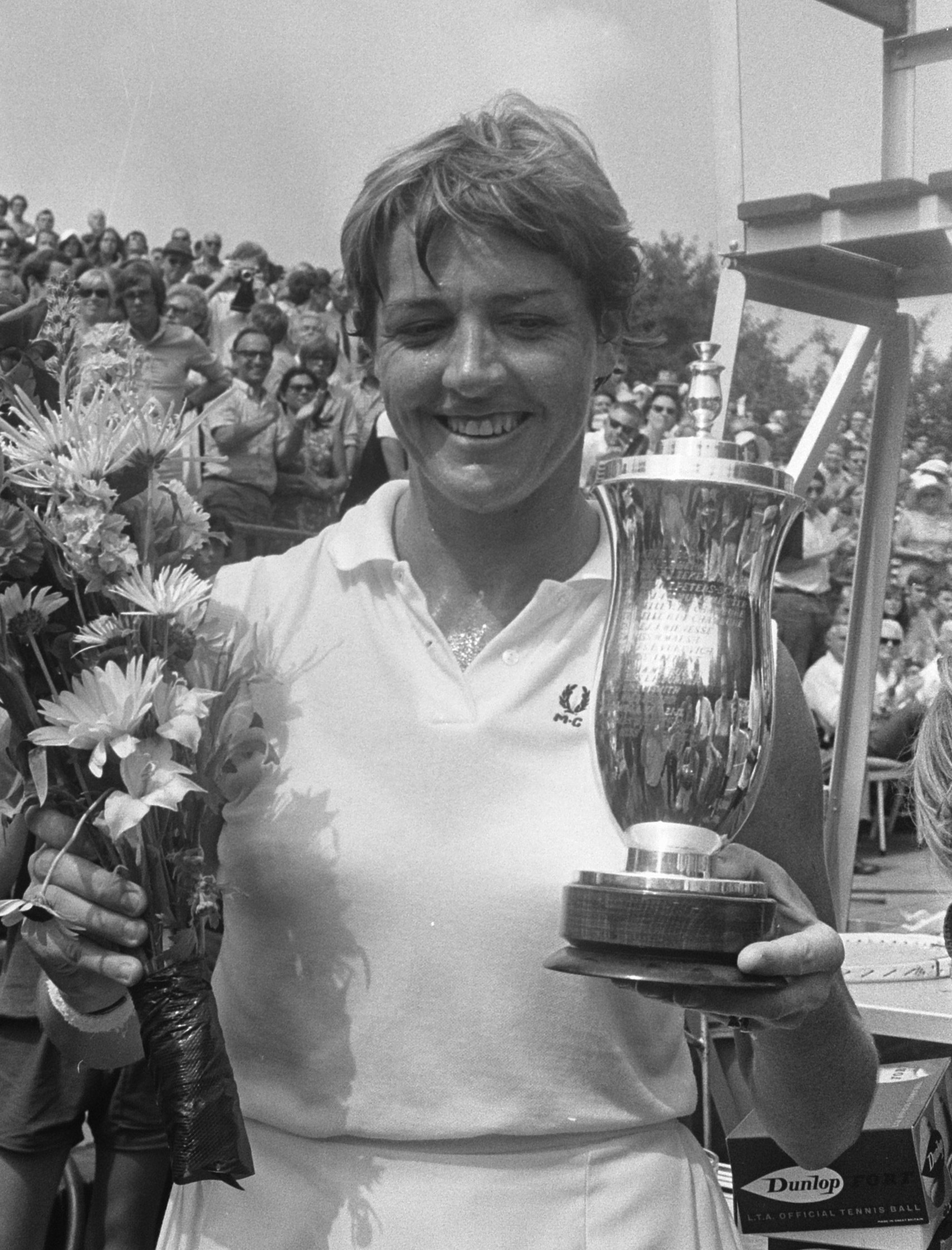
Margaret Smith Court.

  - Open d'Australie (amatrices seulement puis amatrices et professionnelles à partir de 1969) : 1960, 1961, 1962, 1963, 1964, 1965, 1966, 1969, 1970, 1971, 1973
  - Roland-Garros (amatrices seulement puis amatrices et professionnelles à partir de 1968) : 1962, 1964, 1969, 1970, 1973
  - US Open (amatrices seulement puis amatrices et professionnelles à partir de 1968) : 1962, 1965, 1969, 1970, 1973
  - Wimbledon (amatrices seulement puis amatrices et professionnelles à partir de 1968) : 1963, 1965, 1970

#### Helen Wills: 20 titres majeurs en simple
- 19 tournois du Grand Chelem et 1 médaille d'or olympique
  - Wimbledon (amatrices seulement) : 1927, 1928, 1929, 1930, 1932, 1935, 1938
  - US Open (amatrices seulement) : 1923, 1924, 1925, 1927, 1928, 1929, 1931
  - Roland-Garros (amatrices seulement) : 1928, 1929, 1930, 1932
  - Jeux olympiques (amatrices seulement) : 1924

#### Suzanne Lenglen: 9 titres majeurs en simple, 4 autres estimés
- 8 tournois du Grand Chelem et 1 médaille d'or olympique
  - Wimbledon (amatrices seulement) : 1919, 1920, 1921, 1922, 1923, 1925
  - Roland-Garros (amatrices seulement) : 1925, 1926
  - Jeux olympiques (amatrices seulement) : 1920

- 4 tournois estimés majeurs
  - World Hard Court Championships (amatrices seulement) : 1914, 1921, 1922, 1923

#### Billie Jean King: 12 titres majeurs en simple
- 12 tournois du Grand Chelem
  - Wimbledon (amatrices seulement puis amatrices et professionnelles à partir de 1968) : 1966, 1967, 1968, 1972, 1973, 1975
  - US Open (amatrices seulement puis amatrices et professionnelles à partir de 1968) : 1967, 1971, 1972, 1974
  - Open d’Australie (amatrices seulement) : 1968
  - Roland-Garros (amatrices et professionnelles acceptées) : 1972

#### Molla Bjurstedt Mallory: 9 titres majeurs en simple
- 8 tournois du Grand Chelem et 1 médaille d'or olympique
  - US Open (amatrices seulement) : 1915, 1916, 1917, 1918, 1920, 1921, 1922, 1926
  - Jeux olympiques (amatrices seulement) : 1912

#### Maureen Connolly: 9 titres majeurs en simple
- 9 tournois du Grand Chelem
  - US Open (amatrices seulement) : 1951, 1952, 1953
  - Wimbledon (amatrices seulement) : 1952, 1953, 1954
  - Roland-Garros (amatrices seulement) : 1953, 1954
  - Open d'Australie (amatrices seulement) : 1953

## Tableaux récapitulatifs

### Avant et pendant ère Open
| Joueuse                 | Titres en tournois du Grand Chelem1 | Autres tournois majeurs2 | Total tournois majeurs3 | Tournois estimés majeurs4 |
| ----------------------- | ----------------------------------- | ------------------------ | ----------------------- | ------------------------- |
| Margaret Smith Court    | 24                                  | 0                        | 24                      | 0                         |
| Helen Wills             | 19                                  | 1                        | 20                      | 0                         |
| Billie Jean King        | 12                                  | 0                        | 12                      | 0                         |
| Molla Bjurstedt Mallory | 8                                   | 1                        | 9                       | 0                         |
| Maureen Connolly        | 9                                   | 0                        | 9                       | 0                         |
| Suzanne Lenglen         | 8                                   | 1                        | 9                       | 4                         |

1 Nombre de tournois du Grand Chelem (amatrices jusqu'en janvier 1968, open à partir de mai 1968) remportés.
2 Nombre de titres aux Jeux olympiques.
3 Total du nombre de tournois majeurs remportés.
4 Total du nombre de tournois estimés majeurs remportés.

### Ere open exclusivement
| Joueuse             | Titres en tournois du Grand Chelem1 | Autres tournois majeurs3 | Total tournois majeurs4 |
| ------------------- | ----------------------------------- | ------------------------ | ----------------------- |
| Serena Williams     | 23                                  | 7                        | 30                      |
| Steffi Graf         | 22                                  | 6                        | 28                      |
| Martina Navrátilová | 18                                  | 8                        | 26                      |
| Chris Evert         | 18                                  | 4                        | 22                      |
| Monica Seles        | 9                                   | 3                        | 12                      |
| Justine Henin       | 7                                   | 3                        | 10                      |
| Venus Williams      | 7                                   | 3                        | 10                      |
| Evonne Goolagong    | 7                                   | 2                        | 9                       |

1 Nombre de tournois du Grand Chelem (amatrices jusqu'en janvier 1968, open à partir de mai 1968) remportés.
2 Nombre d'autres tournois majeurs.
3 Masters ou équivalents et les Jeux olympiques.
4 Total du nombre de tournois majeurs remportés.

### Plus grand nombre de tournois majeurs différents remportés
Le tableau ci-dessous indique les joueuses qui ont gagné le plus de titres majeurs différents dans leur carrière, soit l'Open d'Australie, Roland-Garros, Wimbledon, l'US Open, le Masters et les Jeux olympiques.
| Joueuse              | AO | RG | WIM | US | MAS | JO | Total |
| -------------------- | -- | -- | --- | -- | --- | -- | ----- |
| Steffi Graf          | ✔️ | ✔️ | ✔️  | ✔️ | ✔️  | ✔️ | 6     |
| Serena Williams      | ✔️ | ✔️ | ✔️  | ✔️ | ✔️  | ✔️ | 6     |
| Martina Navrátilová  | ✔️ | ✔️ | ✔️  | ✔️ | ✔️  | -  | 5     |
| Chris Evert          | ✔️ | ✔️ | ✔️  | ✔️ | ✔️  | -  | 5     |
| Maria Sharapova      | ✔️ | ✔️ | ✔️  | ✔️ | ✔️  | -  | 5     |
| Justine Henin        | ✔️ | ✔️ | -   | ✔️ | ✔️  | ✔️ | 5     |
| Lindsay Davenport    | ✔️ | -  | ✔️  | ✔️ | ✔️  | ✔️ | 5     |
| Margaret Smith Court | ✔️ | ✔️ | ✔️  | ✔️ | -   | -  | 4     |
| Helen Wills          | -  | ✔️ | ✔️  | ✔️ | -   | ✔️ | 4     |
| Billie Jean King     | ✔️ | ✔️ | ✔️  | ✔️ | -   | -  | 4     |
| Maureen Connolly     | ✔️ | ✔️ | ✔️  | ✔️ | -   | -  | 4     |
| Evonne Goolagong     | ✔️ | ✔️ | ✔️  | -  | ✔️  | -  | 4     |
| Venus Williams       | -  | -  | ✔️  | ✔️ | ✔️  | ✔️ | 4     |
| Martina Hingis       | ✔️ | -  | ✔️  | ✔️ | ✔️  | -  | 4     |
| Monica Seles         | ✔️ | ✔️ | -   | ✔️ | ✔️  | -  | 4     |

## Records de titres sur le circuit féminin
Avant 1968, les tournois de tennis ne jouissaient pas d'une médiatisation comparable à celle d'aujourd'hui, et bon nombre de compétitions, ainsi que leurs vainqueurs, ont été oubliés, n'ayant quelquefois jamais été mentionnés dans la presse sportive. Il n'existe ainsi, pour certaines grandes légendes de ce sport telles qu'Helen Wills ou Maureen Connolly, que peu de données concernant leurs victoires dans les tournois du circuit amateur (hors majeurs) d'avant l'ère open. Les informations indiquées ici sont donc perfectibles.

### Toutes époques confondues
L'Australienne Margaret Smith Court détiendrait le record absolu de tournois remportés, avec 192 titres, devant Martina Navrátilová (167) et Chris Evert (157). L'Américaine Billie Jean King apparaît en quatrième position avec 129 trophées, suivie de Steffi Graf (107), Evonne Goolagong (86), Suzanne Lenglen (83 titres recensés) et Serena Williams (72). (cf rubriques dédiées aux joueuses)
| Joueuse              | Titres en carrière |
| -------------------- | ------------------ |
| Margaret Smith Court | 192                |
| Martina Navrátilová  | 167                |
| Chris Evert          | 157                |
| Billie Jean King     | 129                |
| Steffi Graf          | 107                |
| Evonne Goolagong     | 86                 |
| Suzanne Lenglen      | 83                 |
| Serena Williams      | 72                 |

### Depuis la création de la WTA (1973)
Depuis la création du circuit WTA en 1973, les tournois féminins sont devenus plus aisés à référencer. Néanmoins, un certain nombre de compétitions hors WTA ont continué à exister, notamment des tournois organisés par des promoteurs et parrainés par de grands sponsors, et qui n'ont pas été comptabilisés, étant considérés comme des matchs d'exhibition. Pour d'autres championnes, telles que Court ou King, leur carrière a débuté bien avant la création du circuit féminin professionnel, et apparaissent donc ici uniquement les totaux de victoires obtenus sur le WTA Tour depuis ses origines.
| Joueuse              | Titres WTA |
| -------------------- | ---------- |
| Martina Navrátilová  | 167        |
| Chris Evert          | 157        |
| Steffi Graf          | 107        |
| Margaret Smith Court | 92         |
| Serena Williams      | 72         |
| Evonne Goolagong     | 68         |
| Billie Jean King     | 67         |
| Virginia Wade        | 55         |
| Lindsay Davenport    | 55         |
| Monica Seles         | 53         |
| Venus Williams       | 49         |